# Золотое Поле
Золото́е По́ле (до 1945 года Цюрихта́ль, до 1805 года Джайла́в-Сара́й) — село в Кировском районе Республики Крым, центр Золотополенского сельского поселения (согласно административно-территориальному делению Украины — Золотополенского сельского совета Автономной Республики Крым).

## Население
| 2001 | 2014  |
| ---- | ----- |
| 3285 | ↘2543 |

Всеукраинская перепись 2001 года показала следующее распределение по носителям языка
| Язык             | Процент |
| ---------------- | ------- |
| русский          | 69.59   |
| крымскотатарский | 15.59   |
| украинский       | 12.72   |
| другие           | 0.64    |

### Динамика численности
| - 1805 год — 92 чел. - 1816 год — 239 чел. - 1825 год — 344 чел. - 1833 год — 371 чел. - 1856 год — 386 чел. - 1864 год — 441 чел. - 1886 год — 466 чел. - 1889 год — 443 чел. - 1892 год — 289 чел. - 1897 год — 629 чел. | - 1900 год — 416 чел. - 1904 год — 590 чел. - 1915 год — 382/259 чел. - 1926 год — 611 чел. - 1939 год — 881 чел. - 1974 год — 2930 чел. - 1989 год — 3501 чел. - 2001 год — 3285 чел. - 2009 год — 3285 чел. - 2014 год — 2543 чел. |

## Современное состояние
На 2017 год в Золотом Поле числится 26 улиц и 3 переулка; на 2009 год, по данным сельсовета, село занимало площадь 230 гектаров на которой, в 1364 дворах, проживал 3171 человек. В Золотом Поле действуют средняя общеобразовательная школа и детский сад № 5 «Теремок», сельский Дом культуры, постройки 1971 года, считающийся историческим памятником советского зодчества, амбулатория общей практики семейной медицины, отделение почты России, аптека № 114, храм Благовещения Пресвятой Богородицы, мечеть Фатих Джума Джами. Золотое Поле связано автобусным сообщением с городами Крыма, райцентром и соседними населёнными пунктами.

## География
Расположено в восточной части Крымского полуострова в долине у подножия горы Агармыш. Через село протекает река Мокрый Индол. Расстояние до районного центра посёлка Кировское (где расположена ближайшая к селу ж/д станция Кировская) — 23 километрах (по шоссе), до Феодосии (где находится морской порт) — 36 км, до аэропорта города Симферополя — 89 км. Транспортное сообщение осуществляется по региональным автодорогам 35Н-582 Советское — Старый Крым, 35Н-191 Возрождение — Золотое Поле и 35Н-205 Золотое Поле — Курское — до автодороги Симферополь — Феодосия (по украинской классификации — С-0-11425, С-0-10502 и С-0-10516).

## История

### Джайлав-Сарай
Во времена Крымского ханства село носило название Джайлав-Сарай. Джайлав (caylav) на степном диалекте крымскотатарского языка означает «летнее пастбище», сарай (saray) — «дворец». В Камеральном Описании Крыма… 1784 года, записано, как Яйлав Сарай Ширинского кадылыка Кефинского каймаканства. После присоединения Крыма к России (8) 19 апреля 1783 года, (8) 19 февраля 1784 года, именным указом Екатерины II сенату, на территории бывшего Крымского Ханства была образована Таврическая область и деревня была приписана к Левкопольскому, а после ликвидации в 1787 году Левкопольского — к Феодосийскому уезду Таврической области. После Павловских реформ, с 1796 по 1802 год, входила в Акмечетский уезд Новороссийской губернии. По новому административному делению, после создания 8 (20) октября 1802 года Таврической губернии, Джайлав-Сарай был включён в состав Байрачской волости Феодосийского уезда.
По Ведомости о числе селений, названиях оных, в них дворов… состоящих в Феодосийском уезде от 14 октября 1805 года, в деревне Джайлав числилось 17 дворов и 92 жителя, исключательно крымских татар, а земля была казённая по купле от помещика Сефер-Газы Мурзы.

### Цюрихталь

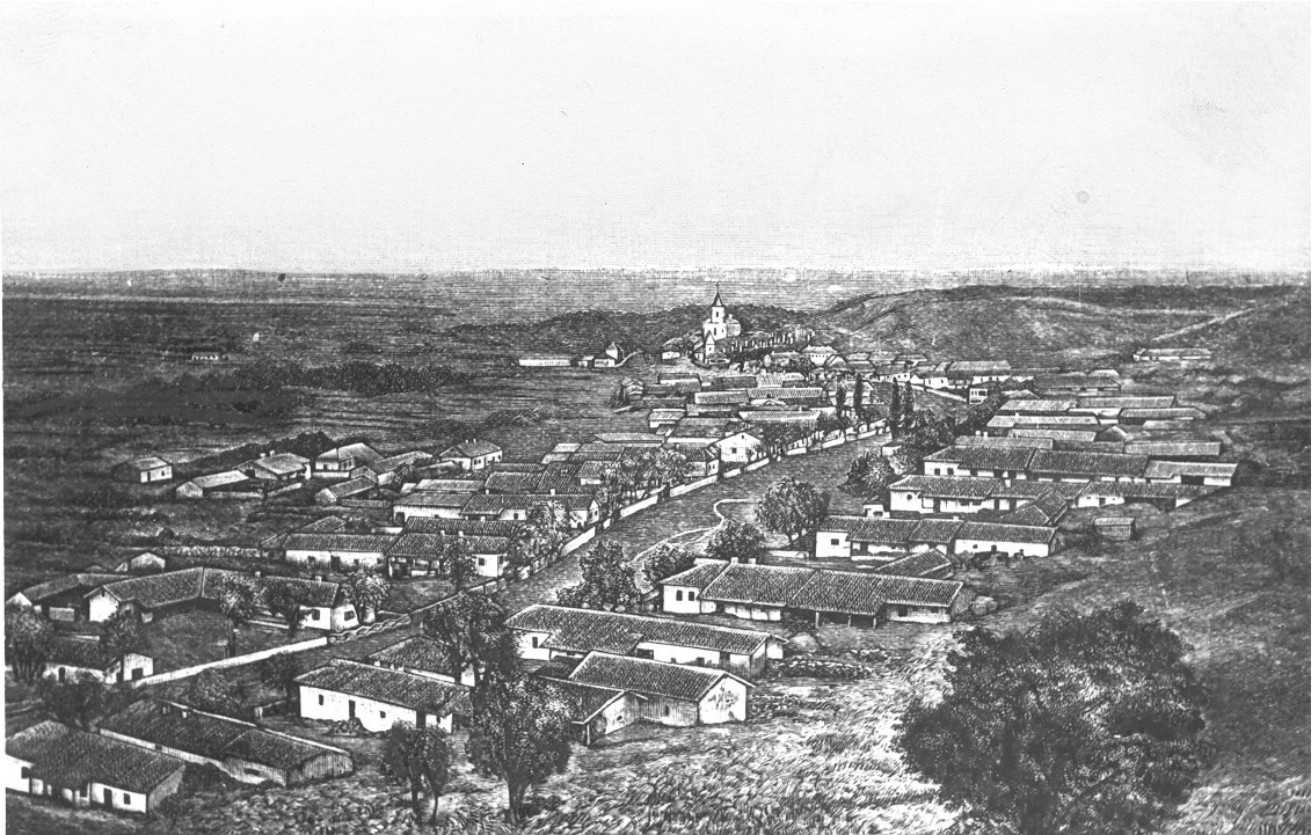
Цюрихталь, начало XX века.

В 1808 году, согласно энциклопедическому словарю «Немцы России», в брошенном селе поселились 49 семей из Швейцарии и Бадена, дав имя колонии Цу́рхталь, согласно алеманндскому произношению, принятому вокруг Цюриха, что обозначает «Долина Цюриха». В 1810 году прибыли ещё 25 семей из молочанских колоний. Колонисты (31 домохозяин) получили земельные наделы по 60 десятин и ряд ссуд. Кроме того, они на 30 лет освобождались от натуральных и денежных налогов, службы в армии (рекрутчина) и воинских постоев. В 1816 году жителей числилось 239. В 1814 году в Цюрихтале была открыта начальная немецкая школа (со сроком обучения 7 лет). Преподавались Закон Божий, немецкий и русский языки, арифметика, география, чистописание, черчение, пение. В 1891 году в школе обучалось 44 мальчиков и 45 девочек. На военно-топографической карте генерал-майора Мухина 1817 года деревня обозначена ещё как Яйлав-сарай с 17 дворами. В 1822 году создан евангелическо-лютеранский приход, в 1825 году в деревне проживало 344 человека, при этом в «Ведомости о казённых волостях Таврической губернии 1829 года» деревня ни под каким названием не значится, хотя известно, что в том году в Цюрихтале была основана начальная школа. Занимались они полеводством, овцеводством, садоводством. Быстро разбогатев, колонисты арендовали и прикупали к своим наделам земли у русских помещиков. В случае смерти колониста наследником отца становился только один сын, остальные оставались без земельного надела. Часть поселенцев занималась торговлей и ремеслами. Шарль Монтандон в своём «Путеводителе путешественника по Крыму, украшенный картами, планами, видами и виньетами…» 1833 года так описал селение 
Цюрихталь… имеет 74 дома, протестантскую церковь, пасторский дом, школу и красивый общественный фонтан. В этой колонии 48 швейцарских семей и 28 — немецких, что в целом образует население числом в 371 человека.
 На карте 1836 года в немецкой колонии Джейлау (Цюрихталь) 70 дворов, как и на карте 1842 года. Во время Крымской войны 1854—1856 годов в деревне размещался госпиталь для раненых из Севастополя. В 1856 году из 82 семей (386 душ), проживающих в Цюрихтале только 31 семья (280 душ) имела землю.
К началу 1860-х годов Цюрихталь по уровню развития экономики стоял намного выше окружающих деревень, являлся административным центром, который объединял в особый колонистский круг ряд колоний. Согласно «Списку населённых мест Таврической губернии по сведениям 1864 года», составленному по результатам VIII ревизии 1864 года, Цюрихталь (он же Джайлав) — немецкая колония ведомства попечения колонистам, с 84 дворами, 441 жителем, лютеранской и католической церквями и окружным приказом при речке Мокром Эндоле, а на трёхверстовой карте Шуберта 1865—1876 года немецкая колония Джайлав (он же Цюрихталь) обозначена с 68 дворами. 4 июня 1871 года были высочайше утверждены Правила об устройстве поселян-собственников (бывших колонистов)…, согласно которым образовывалась немецкая Цюрихтальская волость, а Цюрихталь определили её центром. На 1886 год в немецкой колонии Цюрихталь (он же Джайлав), согласно справочнику «Волости и важнѣйшія селенія Европейской Россіи», проживало 466 человек в 74 домохозяйствах, действовало волостное правление, церковь и школа. По «Памятной книге Таврической губернии 1889 года», по результатам Х ревизии 1887 года, в Цюрихтале числился 91 двор и 443 жителя. После земской реформы 1890-х годов деревня осталась центром Цюрихтальской волости. На верстовой карте 1890 года в деревне Джейлау, или Цюрихталь, обозначено 72 двора с немецким населением. По «…Памятной книжке Таврической губернии на 1892 год» в Цюрихтале, входившем в Цюрихтальское сельское общество, числилось 289 жителей в 56 домохозяйствах, а, согласно «…Памятной книжке Таврической губернии на 1900 год» в селе Цюрихталь числилось 416 жителей в 73 дворах.
Накануне первой мировой войны в Цюрихтале проживало 640 человек. Функционировали кирпичное предприятие и паровая мельница. Здесь были два каменных и 60 саманных жилых домов, аптека, три торговых лавки, конная земская станция. В 1905 году стало работать высшее начальное училище.
Во время Первой мировой войны, в которой Россия воевала с Германией, в России началась кампания по изменению немецких названий населённых пунктов, однако новые названия не прижились, и всего через два года после революции вышли из употребления. По Статистическому справочнику Таврической губернии. Ч.II-я. Статистический очерк, выпуск пятый Феодосийский уезд, 1915 год, в селе Цюрихталь Цюрихтальской волости Феодосийского уезда числилось 70 дворов (57 дворов с землёй, 13 — безземельные) с немецким населением в количестве 382 человек приписных жителей и 259 «посторонних», из которых 328 мужчин и 283 женщины. Жители владели 4726 десятинами удобной земли. В хозяйствах имелось 261 лошадь, 96 волов, 108 коров и 261 голова овец, свиней, или коз. В 1916 году в селе проживало 565 человек. На 1917 год в селении действовали Святогорское почтовое отделение, кредитное товарищество.
В годы Гражданской войны, после установления советской власти в январе 1918 года, к середине января 1918 года в Цюрихтале был создан революционный комитет. В конце месяца, при приближении к селу германских войск, контрреволюционеры расправились с ревкомовцами, похороненными в братской могиле.
После окончательного установления в Крыму Советской власти, по постановлению Крымревкома от 8 января 1921 года была упразднена волостная система и село вошло в состав вновь созданного Владиславовского района Феодосийского уезда, а в 1922 году уезды получили название округов. 11 октября 1923 года, согласно постановлению ВЦИК, в административное деление Крымской АССР были внесены изменения, в результате которых округа ликвидировались и Владиславовский район стал самостоятельной административной единицей. Декретом ВЦИК от 4 сентября 1924 года «Об упразднении некоторых районов Автономной Крымской С. С. Р.» Владиславовский район в октябре 1924 года был преобразован в Феодосийский и село включили в его состав. Согласно Списку населённых пунктов Крымской АССР по Всесоюзной переписи 17 декабря 1926 года, в селе Цюрихталь, центре Цюрихтальского сельсовета (в коем состоянии село пребывает всю дальнейшую историю) Феодосийского района, числился 141 двор, из них 107 крестьянских, население составляло 611 человек, из них 555 немцев, 31 русский, 16 армян, 4 украинца, 1 еврей, 4 записаны в графе «прочие», действовали 2 немецкие школы: I ступени (пятилетка) и II ступени (средняя). Постановлением ВЦИК «О реорганизации сети районов Крымской АССР» от 30 октября 1930 года из Феодосийского района был выделен (воссоздан) Старо-Крымский район (по другим сведениям 15 сентября 1931 года) и село включили в его состав.
В 1933 году на базе села образовалась артель (колхоз) «Пятилетку в 4 года», которая объединила 268 хозяйств. В артели имелись уже крупная свино-молочная товарная ферма, овчарня. Развивалось садоводство, виноградарство, работала кузница и винодельня. В 1934 году открылась амбулатория, средняя школа, действовали клуб, изба-читальня. По данным всесоюзной переписи населения 1939 года в селе проживал 881 человек.

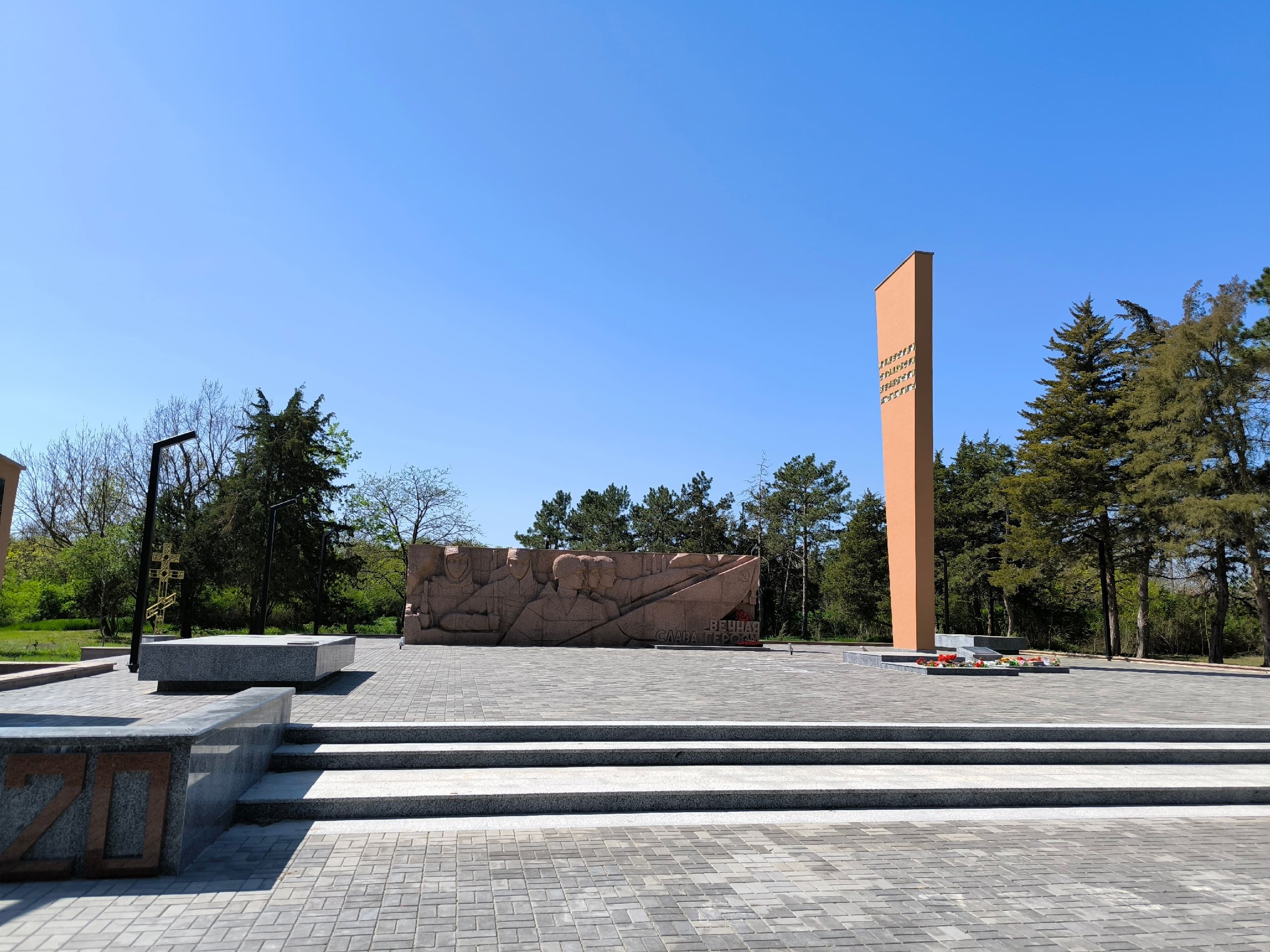
Братская могила членов ревкома и советских воинов

В августе 1941 года, накануне оккупации Крыма гитлеровцами, крымские немцы были депортированы из Крыма в восточные регионы СССР и Цюрихталь почти опустел. В период боёв Великой Отечественной войны село подверглось значительным разрушениям. При проведении Керченско-Феодосийской десантной операции в декабре 1941 — январе 1942 года недалеко от Цюрихталя вели бои советские десантники, 27 из которых погибли. 9 мая 1970 года останки ревкомовцев и десантников были перезахоронены в братской могиле в центре села у Дворца культуры. На могиле сооружён мемориальный комплекс с вечным огнем работы скульптора Ф. И. Алещенкова. Постановлением Совета министров Республики Крым № 627 от 20 декабря 2016 года мемориал отнесён к категории объектов культурно-исторического наследия России регионального значения.
13 апреля 1944 года подвижная группа Отдельной Приморской армии освободила Цюрихталь от оккупантов. 12 августа 1944 года было принято постановление № ГОКО-6372с «О переселении колхозников в районы Крыма» и в сентябре того же года в село приехали первые переселенцы, 1268 семей, из Курской, Тамбовской и Ростовской областей, а в начале 1950-х годов последовала вторая волна переселенцев. С 1954 года местами наиболее массового набора населения стали различные области Украины.

### Золотое Поле
15 августа 1944 года на территории бывших колхозов «Пятилетку в 4 года» и «Имени XVII партийного съезда» (село Карабай, ныне Возрождение) был создан Старокрымский виноградо-винодельческий совхоз, за которым закрепили 2730 га сельхозугодий, в том числе 27,5 га виноградников; 25,5 га старого сада и около 300 га посевов зерновых культур.
Указом Президиума Верховного Совета РСФСР от 21 августа 1945 года Цюрихталь был переименован в Золотое Поле и Цюрихтальский сельсовет — в Золотополенский. С 25 июня 1946 года Золотое Поле в составе Крымской области РСФСР, а 26 апреля 1954 года Крымская область была передана из состава РСФСР в состав УССР. После ликвидации в 1959 году Старокрымского района село переподчинили Кировскому. Указом Президиума Верховного Совета УССР «Об укрупнении сельских районов Крымской области», от 30 декабря 1962 года Кировский район был упразднён и село присоединили к Белогорскому. 1 января 1965 года, указом Президиума ВС УССР «О внесении изменений в административное районирование УССР — по Крымской области», вновь включили в состав Кировского. По данным переписи 1989 года в селе проживал 3501 человек. С 12 февраля 1991 года село в восстановленной Крымской АССР, 26 февраля 1992 года переименованной в Автономную Республику Крым. С 21 марта 2014 года в составе Крыма аннексировано Россией.

## Винзавод «Золотое Поле»
В 1945 году в Золотом Поле вступил в строй небольшой завод по производству плодово-ягодных вин.
Директором совхоза с мая 1946 года стал опытный организатор, участник Гражданской и Великой Отечественной войны К. Н. Тагаков, руководивший хозяйством 22 года.
В 1953 году село Золотое Поле посетил первый секретарь ЦК КПСС Н. С. Хрущёв, в 1956 году в селе побывала делегация Международного семинара ООН по лесонасаждениям из Австрии, Дании, Индии, Перу, Пакистана, Франции, Израиля, Египта, Ливии, Судана, Туниса, Чили, Югославии, Болгарии, Китая. Было определено, что в селе Золотое Поле располагается крупнейшая в Европе плантация грецких орехов (свыше 200 га, к 2005 году оставалось уже около 100 га).
Яблоки сорта «Ранет Симиренко», выращенные в Золотом Поле, на выставке в Эрфурте в 1961 году были удостоены Большой Золотой медали, в 1973 году совхоз-завод «Золотое Поле» за высокие трудовые достижения был награждён Переходящим Красным Знаменем СССР.
На основании приказа № 135 от 14.06.1990 года Государственного Агропромышленного комитета УССР Винсовхоз «Золотое Поле» переименован в Агропромышленную фирму «Золотое Поле». В период антиалкогольной кампании, в целях сохранения виноградников от вырубки и раскорчёвки, был построен современный консервный цех. Однако все равно площади виноградников сократились почти на 1/3 из-за государственной антиалкогольной программы.